# Орадур (Шаранта)
Ораду́р (фр. Oradour) — коммуна во Франции, находится в регионе Пуату — Шаранта. Департамент — Шаранта. Входит в состав кантона Эгр. Округ коммуны — Конфолан.
Код INSEE коммуны — 16248.
Коммуна расположена приблизительно в 380 км к юго-западу от Парижа, в 80 км южнее Пуатье, в 33 км к северо-западу от Ангулема.

## Население
Население коммуны на 2008 год составляло 204 человека.
| 1962 | 1968 | 1975 | 1982 | 1990 | 1999 | 2008 |
| ---- | ---- | ---- | ---- | ---- | ---- | ---- |
| 348  | 296  | 259  | 250  | 225  | 201  | 204  |

## Экономика
В 2007 году среди 123 человек в трудоспособном возрасте (15—64 лет) 85 были экономически активными, 38 — неактивными (показатель активности — 69,1 %, в 1999 году было 58,7 %). Из 85 активных работали 75 человек (44 мужчины и 31 женщина), безработных было 10 (5 мужчин и 5 женщин). Среди 38 неактивных 8 человек были учениками или студентами, 15 — пенсионерами, 15 были неактивными по другим причинам.

## Фотогалерея

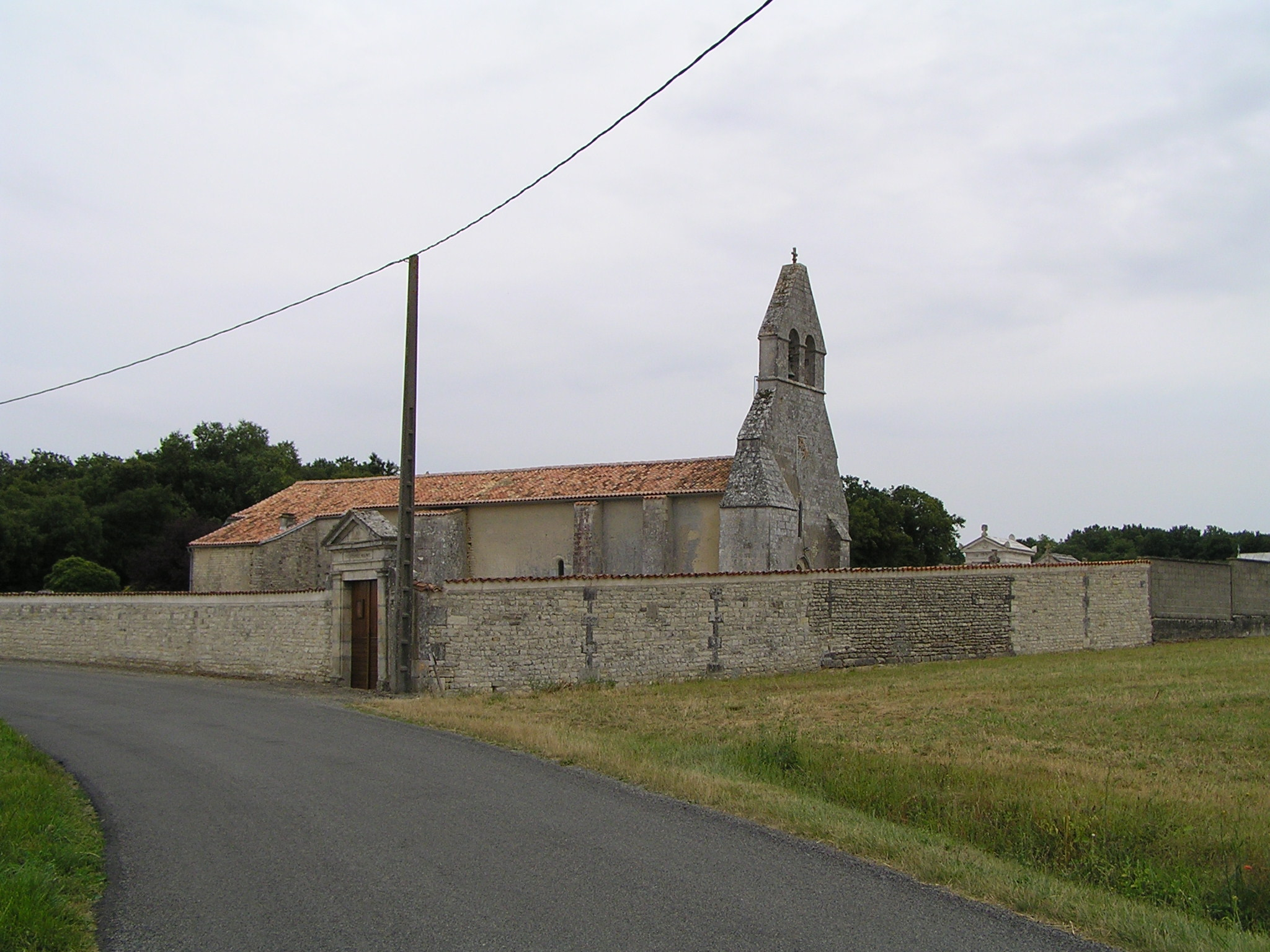
Церковь Сент-Антуан
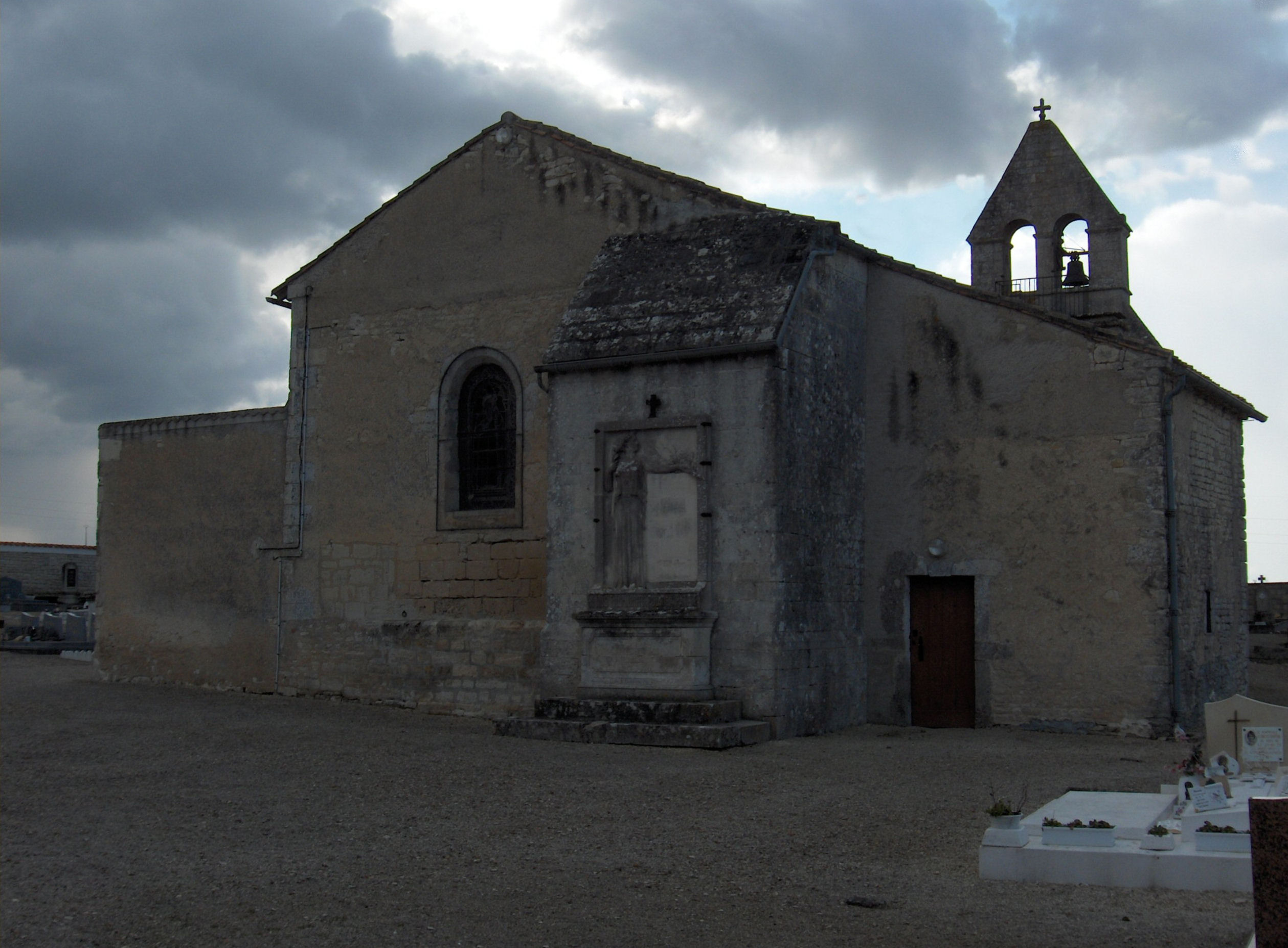
Церковь Сент-Антуан
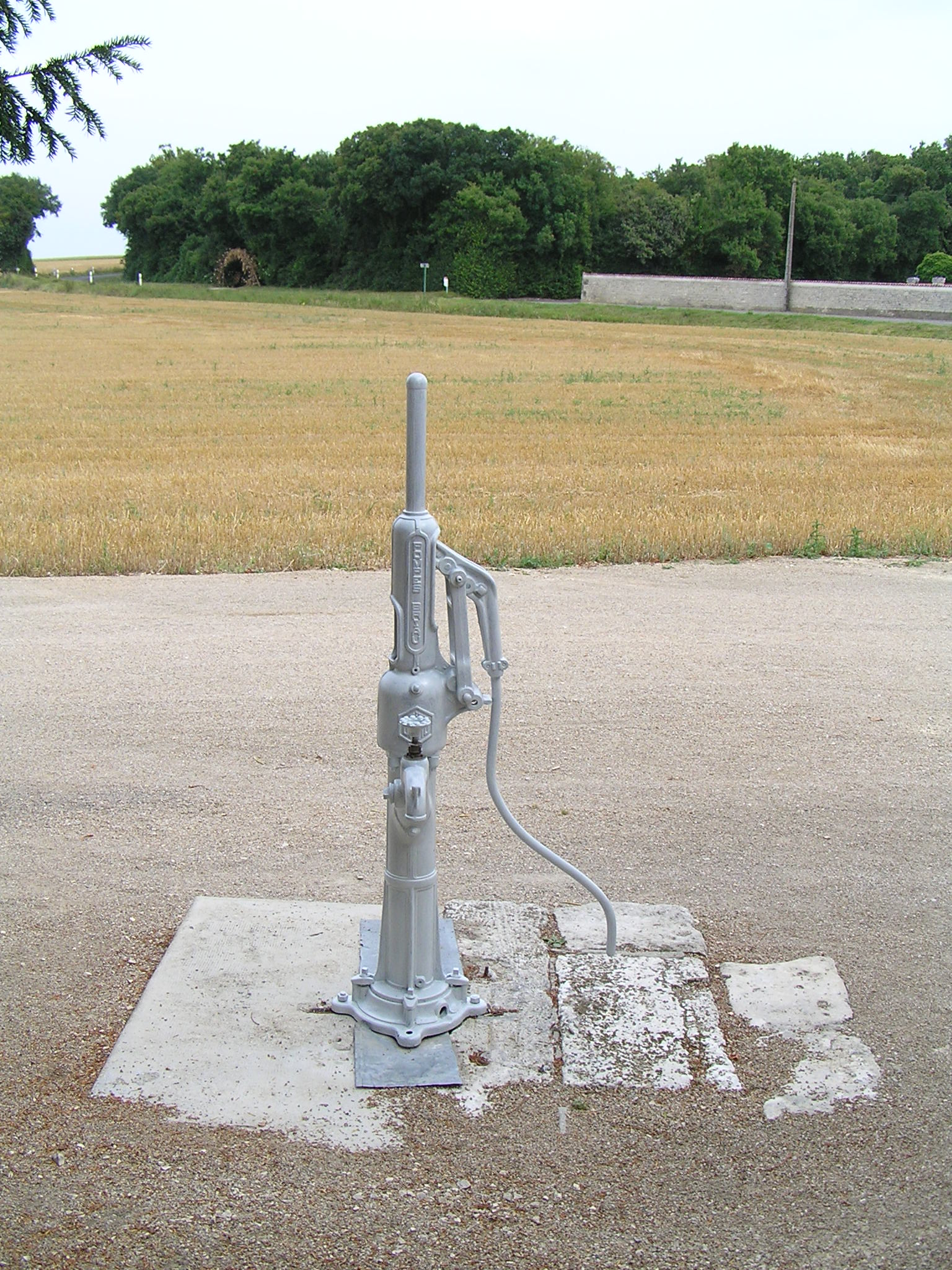